# Guanzate
Guanzate là một đô thị ở tỉnh Como trong vùng Lombardia, có cự ly khoảng 30 kilômét (19 mi) về phía tây bắc của Milano và khoảng 11 kilômét (7 mi) về phía tây nam của Como. Tại thời điểm ngày 31 tháng 12 năm 2004, đô thị này có dân số 5.290 người và diện tích là 6,9 km².
Guanzate giáp các đô thị: Appiano Gentile, Bulgarograsso, Cadorago, Cassina Rizzardi, Cirimido, Fenegrò, Fino Mornasco, Lomazzo, Veniano.